# Захоплення (фільм, 1994)
Захоплення (англ. The Takeover) — американський бойовик.

## Сюжет
Наркобарони Денні Стейн і Тоні Вілачі ведуть боротьбу за отримання контролю над однією і тією ж територією. А два колишніх шахрая Джонатан і Міккі намагаються залагодити суперечку.

## У ролях
- Біллі Драго — Деніел Стейн
- Джон Севедж — Грег
- Нік Манкузо — Ентоні Вілачі
- Ерік ДаРе — Венокур
- Калі Тіммінс — Кеті
- Девід Амос — Джонатан Фіцсіммонс
- Джин Мітчелл — Міккі Лейн
- Тоні Лонго — Валдо
- Аніта Берон — Сінді Лейн
- Ману Тупоу — Ману
- Грег Льюїс — Вік
- Сем Скарбер — Д. Е. Мур
- Джеймс А. Донзелль — компаньйон Стейна
- Арлін Родрігез — Бренді
- Лу Касс — прихвостень
- Фредді Вафф — Ентоні